# Szewcy
Szewcy. Naukowa sztuka ze „śpiewkami” w trzech aktach – dramat polityczny określany jako modernistyczny i groteskowy napisany przez Stanisława Ignacego Witkiewicza „Witkacego” w latach 1927–1934; wydany w Krakowie w 1948 nakładem „Czytelnika”. Szewcy uznawani są za jeden z najważniejszych i najlepszych dramatów Witkacego; są także ostatnim dramatem pisarza.
Utwór w swojej treści polemizuje z „Nie-Boską komedią”, „Weselem” oraz „Promethidionem”. W dramacie Witkiewicz przedstawił obraz przyszłego społeczeństwa, ukazując również swoje katastroficzne przeczucia na jego temat. Dramat zamyka w sobie namiastkę wyobrażenia pisarza o mechanizacji społeczeństwa i następnie upadku cywilizacji, stanowi krytykę rewolucji, kapitalizmu, komunizmu i faszyzmu.
Zdaniem Jana Błońskiego w utworze „filozofia miesza się (...) z trywialnością i grubiaństwem, cynizm z rozpaczą, przenikliwość z brakiem samokontroli, tworząc osobliwe «arcydzieło złego smaku», najbardziej okrutne i prowokacyjne w całej twórczości pisarza”.
Dramat ten jest lekturą szkolną w szkole średniej, na poziomie rozszerzonym.

## Treść

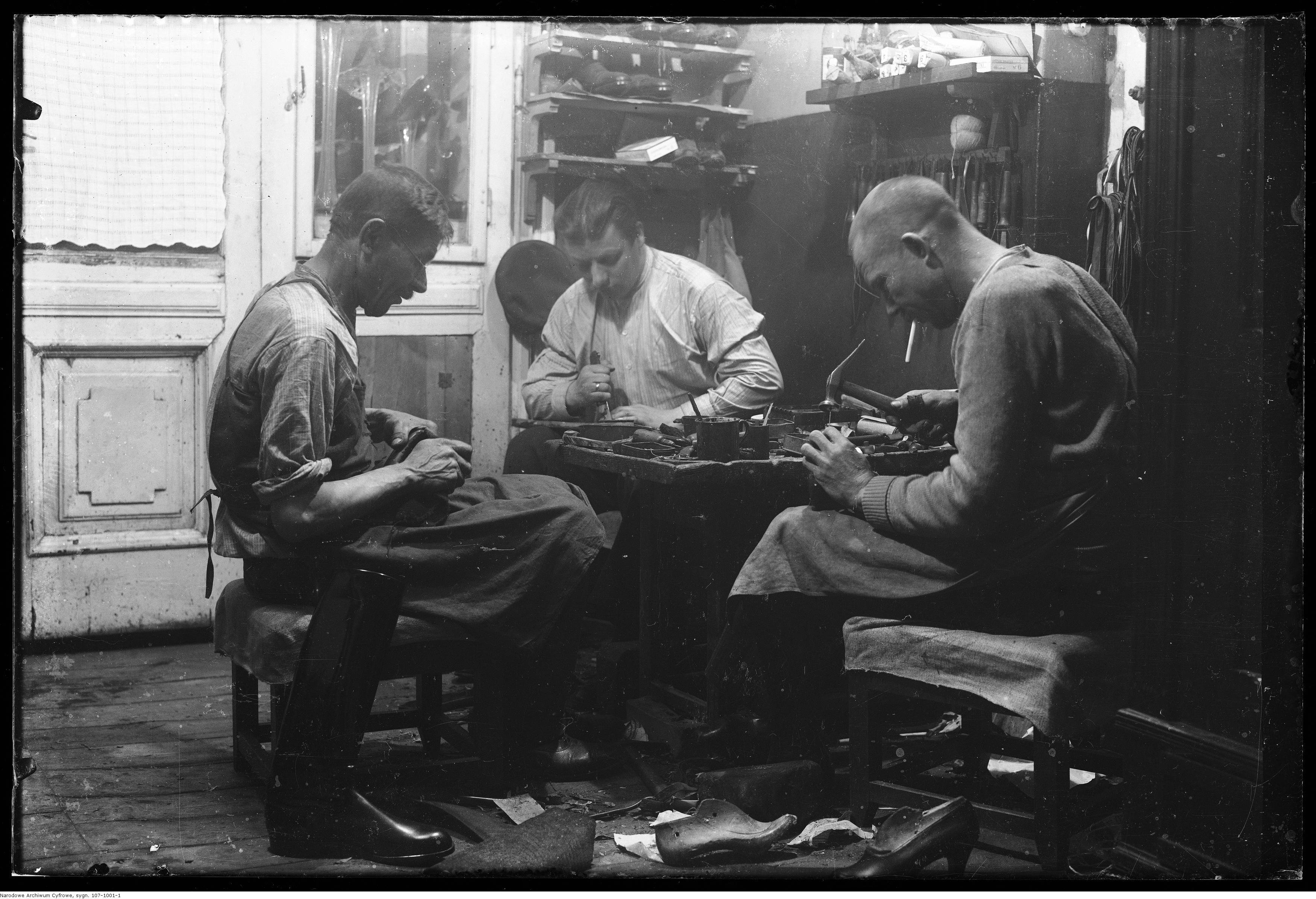
Szewcy podczas pracy na przedwojennej fotografii Narcyza Witczaka-Witaczyńskiego

Obsadę dramatu stanowi trzynaście ról i epizodów męskich, trzy role kobiece, Chochoł oraz bohaterzy zbiorowi: „Dziarscy Chłopcy” i strażnicy. Głównymi bohaterami są trzej szewcy, prokurator Scurvy oraz księżna Zbereźnicka-Podberezka. Akcja, której miejsce jest niedookreślone, dzieje się w „fantastycznie urządzonym gabinecie szewskim”, więzieniu oraz „warsztacie szewskim przerobionym na fantastyczny gabinet”. Czas akcji nie jest znany.
Szewcy cierpią z powodu ciężkiej, bezsensowej i bezmyślnej pracy, w której czują się wykorzystywani, upokarzani. Ich ciemiężycielem jest Robert Scurvy, który z obawy przed buntem swoich pracowników, wraz z „Dziarskimi Chłopcami” przeprowadza zamach stanu, dzięki któremu osiąga władzę. Szewcy zostają zamknięci w „leniwni” i skazani na bezczynność. Szewcy buntują się, przedostają przez przegrodę oddzielającą ich od warsztatu i wracają do nienawidzonej wcześniej pracy. Wybucha rewolucja, której zwycięzcami okazują się szewcy. Pozbywają się ciemiężycieli i swego przywódcy Sajetana. Wkrótce padają ofiarą kolejnej rewolucji, tym razem technokratycznej i biurokratycznej, niosącej ze sobą całkowitą mechanizację życia społecznego. Jej przywódcą jest Hiper-Robociarz, władzę zaś sprawują Towarzysz X i Towarzysz Abramowski.

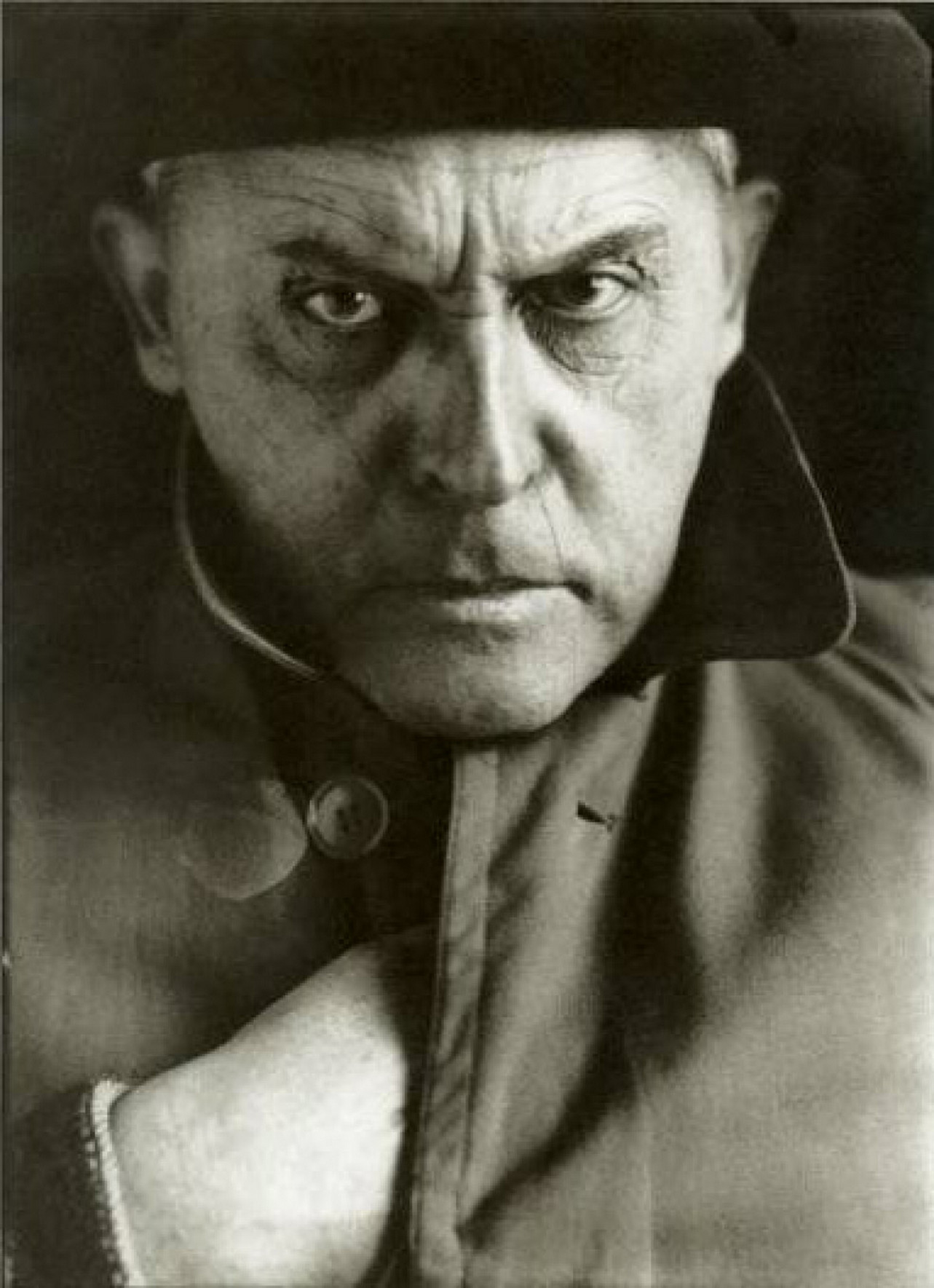
Witkacy na fotografii Tadeusza Langiera

## Adaptacje teatralne
Prapremiera spektaklu, wystawionego 12 października 1957 w Sopocie na scenie Teatru Wybrzeże w reżyserii Zygmunta Hübnera), była dużym wydarzeniem artystycznym. Spektakl pokazano tylko raz po prapremierze, został zdjęty przez cenzurę. Właśnie w 1957 dramaty Witkacego, cieszące się zainteresowaniem publiczności ze względu przesłanie ostrzegające przed totalitaryzmem, zostały dopuszczone na sceny przez cenzurę (przedtem GUKPPiW nie tyle nie dopuszczał do premiery gotowych przedstawień dramatów Witkiewicza, ile blokował uwzględnianie ich w planach repertuarowych).
21 kwietnia 1961 "Szewców" wystawili studenci łódzkiej Wyższej Szkoły Sztuk Plastycznych w reżyserii Jerzego Grzegorzewskiego (także autor scenariusza i twórca scenografii). Spektakl był prezentowany w ramach Festiwalu Kultury Studentów w Gdańsku 6 i 8 maja 1961.
12 grudnia 1981 odbyła się premiera „Szewców” w Teatrze Współczesnym w Szczecinie w reżyserii Witolda Skarucha (scenografia: Jan Banucha; muzyka: Piotr Hertel; ruch sceniczny: Zygmunt Zdanowicz). Zaraz po premierze teatr zamknięto, a działalność wznowiono po zakończeniu stanu wojennego tym samym spektaklem w reżyserii Skarucha. Inscenizacja była wielokrotnie nagradzana, m.in. Grand Prix XXIV Festiwalu Teatrów Polski Północnej za inscenizację oraz nagrodami za reżyserię i scenografię, a także nagrodami za role aktorskie dla Mirosława Gruszczyńskiego i Tadeusza Zapaśnika oraz wyróżnieniami dla Jolanty Bohdal i Andrzeja Kozaka. Sam spektakl pojawił się na gościnnych występach w Warszawie.
Za „udaną” inscenizację „Szewców” uznaje się spektakl w reżyserii Jerzego Jarockiego z 1971. Spektakle Tadeusza Kantora uznaje się za realizację idei postdramatyczności, do której nawiązywał Witkacy. Inscenizacje dramatów Witkiewicza w reżyserii Kantora oraz Wandy Laskowskiej w II połowie lat. 50. wpłynęły na szersze zainteresowanie twórczością Witkacego, który od II połowy lat 60. stał się, obok Aleksandra Fredry, Juliusza Słowackiego i Sławomira Mrożka, najczęściej wystawianym autorem w Polsce.
Premiera „Szewców” w Teatrze Telewizji odbyła się 28 października 1985 z okazji stulecia urodzin Witkiewicza staraniem Katowickiego Ośrodka Telewizyjnego. Spektakl nie został retransmitowany. Dramat zaprezentowany został w reżyserii Marcela Kochańczyka, który wraz z Wojciechem Klucznikiem odpowiedzialny był za scenografię. Główne role powierzone zostały aktorom związanym ze scenami warszawskimi. Autorem muzyki był Andrzej Głowiński, zaś za realizację telewizyjną odpowiadała Barbara Łuczak. Zwrócono uwagę, iż dramaty Witkacego pojawiały się w TTV „po wydarzeniach mających bezpośredni wpływ na bieg historii [Polski]”, a w związku z wprowadzeniem w kraju stanu wojennego w 1981 liczba spektakli Teatru Telewizji została ograniczona do 26 premier w ciągu najbliższych lat.

## Przekłady
- Język angielski:
  - The Shoemakers. W: The Madman and the Nun, and Other Plays. trans. and ed. by Daniel C. Gerould and C. S. Durer; with a ferew by Jan Kott. Seattle, London: University of Washington Press, 1973. ISBN 978-0-295-95048-8. Brak numerów stron w książce[28]
- Język esperanto:
  - Ŝuistoj. Lidia Ligęza, Tomasz Chmielik, Walter Żelazny (tłum.). Białostockie Towarzystwo Esperantystów, 2021. Brak numerów stron w książce[29]
- Język francuski:
  - Les cordonniers. tł. Kouko Chanska. Paris: Gallimard, 1969, seria: Théâtre du monde entier. Brak numerów stron w książce[30]
- Język rosyjski:
  - Сапожники. Tartu: Tartuskaja Tipografija, 1990. Brak numerów stron w książce[31]